# Divize A 1970/1971
V soubojích 6. ročníku České divize A 1969/70 se utkalo 14 týmů dvoukolovým systémem podzim – jaro. Tento ročník začal v srpnu 1970 a skončil v červnu 1971.

## Nové týmy v sezoně 1970/71
Z 3. ligy – sk. A 1969/70 sestoupilo do Divize A mužstvo TJ Baník Sokolov. Z krajských přeborů ročníku 1969/70 postoupila vítězná mužstva TJ ČSAD Plzeň ze Západočeského krajského přeboru, TJ ČZ Strakonice z Jihočeského krajského přeboru a TJ Cementárny Beroun z Jihočeského krajského přeboru. Také sem bylo přeřazeno mužstvo SK Mariánské Lázně z Divize B.

## Výsledná tabulka
Zdroj: 
| Poř. | Tým                                 | Z  | V  | R | P  | VG | OG | B  |
| ---- | ----------------------------------- | -- | -- | - | -- | -- | -- | -- |
| 1.   | TJ Škoda České Budějovice           | 26 | 14 | 6 | 6  | 47 | 20 | 34 |
| 2.   | TJ Baník Sokolov                    | 26 | 14 | 6 | 6  | 41 | 20 | 34 |
| 3.   | VTJ Dukla Písek                     | 26 | 11 | 9 | 6  | 36 | 24 | 31 |
| 4.   | TJ KŽ Králův Dvůr                   | 26 | 12 | 6 | 8  | 44 | 27 | 30 |
| 5.   | TJ ČSAD Plzeň                       | 26 | 10 | 9 | 7  | 35 | 28 | 29 |
| 6.   | VTJ Dukla Jindřichův Hradec         | 26 | 10 | 8 | 6  | 40 | 31 | 28 |
| 7.   | SK Mariánské Lázně                  | 26 | 13 | 2 | 11 | 32 | 37 | 28 |
| 8.   | TJ Lokomotiva Plzeň                 | 26 | 11 | 4 | 11 | 39 | 34 | 26 |
| 9.   | TJ ČZ Strakonice                    | 26 | 10 | 6 | 10 | 34 | 35 | 26 |
| 10.  | VTJ Dukla Tachov                    | 26 | 11 | 4 | 11 | 39 | 38 | 26 |
| 11.  | TJ Cementárny Beroun                | 26 | 10 | 5 | 11 | 38 | 43 | 25 |
| 12.  | TJ Jiskra Domažlice                 | 26 | 11 | 2 | 13 | 35 | 48 | 24 |
| 13.  | TJ Dynamo ZČE Plzeň                 | 26 | 7  | 7 | 12 | 30 | 37 | 21 |
| 14.  | VTJ Dukla Hraničář České Budějovice | 26 | 0  | 2 | 24 | 12 | 74 | 2  |

Poznámky:
- Z = Odehrané zápasy; V = Vítězství; R = Remízy; P = Prohry; VG = Vstřelené góly; OG = Obdržené góly; B = Body

|  | Postup do 3. ligy – sk. A 1971/72                |
|  | Sestup do příslušného oblastního přeboru 1971/72 |